# 后代
在生物學中，後代（英語：offspring）又称子代，是生物進行繁殖活動後產生的新生物。後代的群集也称後代（progeny）或後裔。後代视语境另可称後嗣、幼崽、幼兽、幼苗、子孙等等；後代若为一次产的卵或崽，则称同窝（brood）或同巢。
後代可由兩個生物個體有性生殖而來，也可由單個生物無性生殖（例如分裂）產生。每個後代都具有原生物的基因組的至少一半。